# レジーナ・ハルミッヒ
レジーナ・ハルミッヒ（Regina Halmich、1976年11月22日 - ）は、ドイツの女性元プロボクサー、元キックボクサーである。カールスルーエ出身。ヨーロッパにおける女子ボクシングの草分け。

## 来歴
11歳で柔道を始めて、14歳から空手とキックボクシングを始め、その後ボクシングを始める。アマチュアキックボクサーとして1992年から3年連続で国内王座を獲得。1994年にはヨーロッパチャンピオンとなった。同年3月4日にプロボクサーデビュー。
1994年にはキックボクサーとして来日。10月14日に開かれた全日本キックボクシング連盟の女子単独興行において熊谷直子と対戦したが1回KO負けを喫した。なお、この時の名前の表記は「レジーナ・ハルミック」であった。
1995年4月20日にはWIBF世界フライ級初代王者の座を掛けてイボンヌ・トレビーノと対戦するがTKO負け。これがボクシングキャリアで唯一の敗戦となった。
1995年6月10日、キム・メッサーを下し世界タイトルを獲得。
1997年3月8日、シュガーみゆきとタイトルマッチを行い防衛成功。
1998年4月18日、WIBFスーパーフライ級王座を獲得し2階級制覇。
1999年7月10日、WIBFライトフライ級王座を獲得し3階級制覇。
2001年3月22日、「Promiboxen」で人気男性コメディアンのシュテファン・ラープとボクシングで対戦。ドイツで放送されたこの試合を737万人が視聴、ハルミッヒの人気爆発の大きなきっかけとなった。
2004年5月29日、IWBFジュニアバンタム級タイトルも獲得。
2006年9月9日、26度目のWIBFフライ級タイトル防衛に成功。
2007年1月13日、27度目のWIBFフライ級タイトル防衛に成功。
2007年3月30日、再び人気男性コメディアンのシュテファン・ラープとボクシングで対戦。774万人が視聴した。
2007年11月30日のハガ・シュムレフェルドゥ・フィネル（イスラエル）戦で判定勝ちを収め引退。

## 戦績
- プロボクシング：54勝（16KO）1敗1分け

## エピソード
- キャリア初期には並行してキックボクシング活動も行っていた。
- 2003年、PLAYBOYドイツ版でヌードを披露した。